# Carles Costa i Osés
Carles Costa i Osés (Barcelona, 1975) es un periodista y economista español.

## Biografía
Licenciado en Ciencias Económicas y en Periodismo por la Universidad Pompeu Fabra, se inició en el espacio espacio radiofónico La radio de Julia, presentado por Julia Otero en Onda Cero y formó parte del equipo de Jordi González en los programas Día a la vista, de RNE 4, y La escalera mecánica, de Televisión Española. En televisión, comenzó a trabajar en la delegación de Barcelona de los servicios informativos de Telecinco.
En 2001 inició su etapa en el canal autonómico catalán TV3, en el programa En directe, donde durante tres temporadas trabajó de reportero y ya en la cuarta, ejerció como subdirector. Un año después, en 2004, se incorporó a los servicios informativos del canal, donde hizo de reportero para la sección de Sociedad. De este modo, emprendió varias coberturas como enviado especial y también formó parte del equipo de 30 minuts que elaboró un reportaje sobre el hundimiento en El Carmelo. 
En el mes de agosto del año siguiente comenzó su etapa como corresponsal de TV3 en Francia, donde cubrió los disturbios de 2005, el final de la etapa Jacques Chirac, las elecciones presidenciales de 2007 y el inicio del mandato de Nicolas Sarkozy.
En enero de 2011, fue destinado como corresponsal en Reino Unido. Cubrió importantes acontecimientos, como las elecciones generales de 2015, el referéndum de independencia de Escocia de 2014 o los Juegos Olímpicos de 2012 en la capital británica.
En enero de 2016, vuelve a Barcelona para presentar la serie documental de TV3 y la productora audiovisual “Funky Monkey” sobre la guerra civil. “Trinxeres” consigue muy buenos resultados de audiencia y una excelente acogida entre el público y la crítica.
La temporada 2016-2017 se pone al frente del programa matinal de TV3, “Els Matins”, referencia informativa y buque insignia de la cadena. Lo hace acompañando a las periodistas Lídia Heredia y Núria Solé.
La temporada 2017-2018 se incorpora como presentador al canal de noticias 324, “Premi Nacional de Comunicació 2018” de la Generalitat por ser referencia informativa.
Desde septiembre de 2018, presenta el informativo diario “12-14”, que se emite por TV3 y su canal de información 324. 
Ha colaborado con algunas televisiones francesas, como La Chaîne parlementaire, La Chaîne Info y TéléObs, la cadena de televisión del diario Le Nouvel Observateur. También dirigió con éxito el documental “Goodbye Scotland?”, que se emitió en el “prime time” de TV3.